# 夢想資助計畫
夢想資助計畫（英語：THE KEEP WALKING FUND），是英國的跨國酒精飲料公司帝亞吉歐自 2003年起在臺灣推動的企業社會責任計畫，每年以新台幣千萬元、資助一般大眾。主要是透過向一般大眾募集夢想企劃書的方式，透過以企業公民角度來評估其企業社會責任以及永續經營的概念，藉此評選並說明企業公民可以積極回應社會的方法。截至 2014年為止，已收到逾 6,000個夢想企劃書並資助 106位夢想得主實現夢想。

## 申請資格
凡年滿20歲之中華民國國民均可參加

## 歷屆主題
- 2003年－「夢想起步 成就不凡  台灣KEEP WALKING」
- 2004年－「創意夢想 走自己的路 」
- 2006年－「小夢想 大力量 」
- 2007年－「堅持夢想 開創未來 Keep Walking 」
- 2008年－「勇敢開拓 力挺你的夢想 」
- 2009年－「蓄勢躍升 成就夢想」
- 2010年－「夢想大格局 走出新願景」
- 2011年－「台灣真善美 夢想KEEP WAKING」
- 2012年－「夢想堅持 挑戰未來」
- 2013年－「十現夢想 Keep Walking」
- 2014年－「夢想 放膽做」
- 2015年－「樂築夢想 成就非凡」

## 歷屆夢想得主

### 2003年
| 屆數   | 西元年 | 夢想得主  | 夢想計畫                                              | 夢想成果         |
| 第一屆 | 2003年 | 尤瑪.達陸 | 紀錄泰雅族工藝及文化，建立泰雅染織工藝村染織博物館    |                  |
| 第一屆 | 2003年 | 艾和昌    | 帶領台灣代表隊 前進2004年雅典奧運太陽能車拉力賽       |                  |
| 第一屆 | 2003年 | 吳興傳    | 推廣盲胞慢跑運動， 跑出更寬廣的視野                   |                  |
| 第一屆 | 2003年 | 齊柏林    | 飛覽台灣空照大地 為台灣水系生態現況留下完整的影像紀錄 | 齊柏林的飛閱台灣 |
| 第一屆 | 2003年 | 歐陽台生  | 引進專業山區救難技術，挽救生命的希望工程              |                  |
| 第一屆 | 2003年 | 丁元亨    | 倡導以公共參與為終身志業的社會價值觀念                | VYA 國際工作營   |
| 第一屆 | 2003年 | 吳宗憲    | 利用沼澤污水過濾方法，還家園原本清淨的本色            |                  |
| 第一屆 | 2003年 | 林麗芳    | 拍攝「心子---喜馬拉雅山上的小喇嘛」人文記錄影片       |                  |
| 第一屆 | 2003年 | 曹齊平    | 研發創意科學實驗玩具，讓全世界窮學生都有機會使用      |                  |
| 第一屆 | 2003年 | 魏憶慈    | 結合自然與閱讀，建立部落戶外圖書館                    |                  |

### 2004年
| 屆數   | 西元年 | 夢想得主  | 夢想計畫                                             | 夢想成果                                        |
| 第二屆 | 2004年 | 朱學恒    | 領導MIT 麻省理工學院開放式課程中文翻譯計畫           | 朱學恒的阿宅萬事通事務所 （页面存档备份，存于） |
| 第二屆 | 2004年 | 林豪勳    | 挑戰全身癱瘓障礙，展開橫渡世界五大洋冒險之旅         |                                                 |
| 第二屆 | 2004年 | 馬躍.比吼 | 「說名字」原住民個人名字傳承廣告拍攝                 | 馬躍‧比吼【就是躍改變】                         |
| 第二屆 | 2004年 | 張平宜    | 推動痲瘋村小學興建工程，打造回歸社會文明的希望道路   |                                                 |
| 第二屆 | 2004年 | 陳敏聲    | 成立「新黃絲帶創作群」，組織並持續教化更生受刑人     |                                                 |
| 第二屆 | 2004年 | 李曉菁    | 台灣口述歷史英文選』，讓台灣走出去、世界走進來       |                                                 |
| 第二屆 | 2004年 | 林大裕    | 成立珊瑚養殖農場，追求生態與商業間的完美平衡         |                                                 |
| 第二屆 | 2004年 | 唐徳沛    | 結合醫療與科技，架構部落遠距醫療網路系統             |                                                 |
| 第二屆 | 2004年 | 鄭一青    | 發表「守護台灣生物多樣性」專書，建構物種保育溝通平台 |                                                 |

### 2006年
| 屆數   | 西元年 | 夢想得主 | 夢想計畫                                                            | 夢想成果                              |
| 第三屆 | 2006年 | 王徵吉   | 紀錄黑面琵鷺全球飛蹤12年 完成世界首部黑面琵鷺全年生態紀錄           |                                       |
| 第三屆 | 2006年 | 周聖心   | 串連環島千里步道 為行人保留福爾摩沙美麗之島沿線風景                 |                                       |
| 第三屆 | 2006年 | 林建享   | 完成千年來蘭嶼達悟族傳統船隻首次划向台灣的歷史航行                  |                                       |
| 第三屆 | 2006年 | 邱盧素蘭 | 建立300種台灣常見野鳥圖鑑 供作中小學自然學程教材                    |                                       |
| 第三屆 | 2006年 | 黃百樂   | 要做世界第一的女攀岩手 爭取兩性運動權平等                           |                                       |
| 第三屆 | 2006年 | 丁文卿   | 台灣青年的關懷跨出海峽 成就柬埔寨孩童的學習夢                       |                                       |
| 第三屆 | 2006年 | 呂凱慈   | 以科技傳承布袋戲老師傅的操偶手技                                    | 數位布袋戲論壇 （页面存档备份，存于） |
| 第三屆 | 2006年 | 宋明杰   | 黑吉米計劃幫助台美混血兒吉米 展開找尋父親的尋根之旅                 |                                       |
| 第三屆 | 2006年 | 張景皓   | 以英文為偏遠地區學童搭起邁向國際的橋樑                              |                                       |
| 第三屆 | 2006年 | 黃盈豪   | 以「泰雅烘培屋」重現傳統泰雅族共食共作文化 讓重建區部落居民永續自足 |                                       |

### 2007年
| 屆數   | 西元年 | 夢想得主 | 夢想計畫                                                                                                 | 夢想成果               |
| 第四屆 | 2007年 | 林亞秀   | 建立臺灣自然手語影像資料庫，提升社會大眾對聾人語言文化的尊重與了解                                       |                        |
| 第四屆 | 2007年 | 金惠雯   | 突破部落距離與空間的限制，建立部落文化傳承的物質基礎，推廣「部落ｅ購」平台，支持與鼓勵原住民部落自主發展 | 台灣原住民族學院促進會 |
| 第四屆 | 2007年 | 郭秋良   | 製作全世界第一部追蹤角鯨的科學與自然紀錄片，並記錄在行程中可能發現的新物種                               |                        |
| 第四屆 | 2007年 | 陳銘哲   | 成立庇護性數位設計工作室，幫助重度腦性麻痺患者建立自我價值                                               |                        |
| 第四屆 | 2007年 | 趙立真   | 致力於學童文字啟蒙教育，獨立自學完成啟蒙教學研究，並將教學理念傳遞至全國                                 |                        |
| 第四屆 | 2007年 | 徐昭龍   | 深入研究台灣特有瀕危物種-台灣狐蝠，並進行復育工作，立志成為台灣首位狐蝠專家                              |                        |
| 第四屆 | 2007年 | 李毓蓉   | 從教育著手，建立青年學子的環保概念和公民意識                                                             |                        |
| 第四屆 | 2007年 | 洪佃玠   | 深入研究生農產業，以生物農藥恢復台灣地力，打造台灣基礎產業的國際競爭力                                   |                        |
| 第四屆 | 2007年 | 陳雅楨   | 推廣「有機部落」，將廚餘轉化為再生資源恢復地利，創造新興部落產業                                         |                        |
| 第四屆 | 2007年 | 顧允岡   | 結合園藝治療與傳統農業文化，打造「生態村」，為精神障礙者找回回歸社會的希望，同時促進都市與農村的健全發展 |                        |

### 2008年
| 屆數   | 西元年 | 夢想得主 | 夢想計畫 | 夢想成果                            |
| 第五屆 | 2008年 | 陳俊朗   | 在偏鄉打造飛翔的教室、製作愉快而有效的教材，改善偏鄉地區學習低落的問題                                                         |                                     |
| 第五屆 | 2008年 | 陳雅楨   | 透過推動「有機部落」建立「原住民小農有機計畫生產網絡」，輔導原住民在地就業，發展出獨立自主的經濟體系，進一步保留珍貴的部落文化 |                                     |
| 第五屆 | 2008年 | 廖文華   | 設立青年中心 用愛心、關心緊緊拉著青少年的手，脫離街頭、迎向希望                                                                | 夢想之家青年中心                    |
| 第五屆 | 2008年 | 趙自強   | 把故事快樂的種子送到孩子心中，走遍台灣兒童病房為小朋友說故事                                                                   | 如果兒童劇團                        |
| 第五屆 | 2008年 | 蘇世文   | 帶領台北市市民管樂團深入台北看守所，透過音樂穩定收容人的情緒、重建自信                                                         |                                     |
| 第五屆 | 2008年 | 胡忠銘   | 建立全方位的血友病病友團體，幫助成年病友順利求職，並給予充分的治療資訊                                                         |                                     |
| 第五屆 | 2008年 | 廖基成   | 致力推廣寵物訓練計畫，為流浪狗找到完美歸宿，開創新興醫療犬服務                                                                 |                                     |
| 第五屆 | 2008年 | 劉翔颀   | 創立一個以行動教室推廣外語學習活動及國際文化交流為主的社會企業，並培育外語志工回饋社會                                         | 博雅青年講堂 （页面存档备份，存于） |
| 第五屆 | 2008年 | 蔡柏璋   | 透過創新劇場經營的學習與思維，打造健康的表演工作環境，提升表演藝術的地位與願景                                                 | 蔡柏璋 Pao-Chang Tsai               |

### 2009年
| 屆數   | 西元年 | 夢想得主 | 夢想計畫 | 夢想成果                      |
| 第六屆 | 2009年 | 余欣怡   | 用生命紀錄花紋海豚的一生，完美呈現台灣豐沛的海洋生態，也讓台灣鯨豚保育研究成果走向國際                                                                 |                               |
| 第六屆 | 2009年 | 沈芯菱   | 成立兩岸三地大型的免費教學網站，讓百萬學子能透過網路資源獲得完善的學習，改善城鄉差距所帶來的知識斷層                                                   |                               |
| 第六屆 | 2009年 | 徐銘謙   | 用愛與汗水去打造一條踏徑，以柔情去經營荒野的步道，建立台灣第一個步道志工基地，以手工修復世界級歷史古道                                                 | 千里步道                      |
| 第六屆 | 2009年 | 高正忠   | 持續推動「弘化懷幼課輔計畫」，幫助弱勢學子在就讀國高中後仍能得到完善的照顧，持續完成學業，往高等教育邁進。                                             |                               |
| 第六屆 | 2009年 | 陳彥博   | 在冰凍世界─夢想的極惡之旅，用腳寫出自己的樂章，追尋生命中最初的感動，堅持永不放棄的精神！                                                              | 陳彥博 （页面存档备份，存于） |
| 第六屆 | 2009年 | 黃英雄   | 透過真人配音錄製電影劇情的敘述旁白，為視障朋友創造一個藝術欣賞空間，讓他們能用「耳」、用「心」來看電影、來感受世界。                                   | 黃英雄的部落格                |
| 第六屆 | 2009年 | 詹家龍   | 透過教學，幫助孩子們學習與體驗紫斑蝶保育的意義與愛護自然的重要性，並集結對自然生態有愛心的孩童們，打造一條縱貫全台，讓紫斑蝶永續生存與繁殖的生態廊道。 |                               |
| 第六屆 | 2009年 | 趙建民   | 出版「手語語言學概論」，結合數位發展，提升台灣手語教學的專業素質，並以紀錄片傳承珍貴的聾人文化歷史。                                                   |                               |
| 第六屆 | 2009年 | 鄭淑勻   | 將台灣打造成國際無障礙旅遊國家，讓身心障礙朋友可以走出戶外、接觸人群，積極面對未來。                                                                   | 鄭淑勻                        |
| 第六屆 | 2009年 | 賴樹盛   | 爭取泰緬邊境的少數民族獲得勞務保障，脫離貧困生活，並傳承、發揚克倫族傳統文化技藝，讓邊境不再繼續無根漂流...                                            |                               |

### 2010年
| 屆數   | 西元年 | 夢想得主 | 夢想計畫 | 夢想成果                                                             |
| 第七屆 | 2010年 | 李香秀   | 走入台灣深山，拍攝結合人文與自然生態的《黑熊森林》紀錄片，提醒民眾關注瀕危物種                                                                             |                                                                      |
| 第七屆 | 2010年 | 林君英   | 開著玩具車全國遊走，帶著玩具陪伴孩子一起遊戲，與孩子共同經營一個快樂的童年。                                                                               |                                                                      |
| 第七屆 | 2010年 | 林念慈   | 推展尼泊爾「環保布衛生棉」及「婦女衛生教育」計畫，提升當地婦女的健康及主權意識。                                                                           | Dharti Mata Sustainable Workshop 棉樂悅事工坊 （页面存档备份，存于） |
| 第七屆 | 2010年 | 高銘和   | 即使因凍傷失去手指及腳趾，也堅持要完成「中國百岳攝影計畫」，留下足以傳世的影像。                                                                           |                                                                      |
| 第七屆 | 2010年 | 郭俊賢   | 打造航太級輕量化車輛，積極參與國際比賽驗證技術，達到能源科技生活化的最終目標。                                                                             |                                                                      |
| 第七屆 | 2010年 | 黃博雄   | 用回收寶特瓶做成布、塞進廢棉廢紙代替土壤種出花花草草，期望將「布花園」種到全世界。                                                                         |                                                                      |
| 第七屆 | 2010年 | 楊耀民   | 利用水庫小尖兵「e-Meduse」，重拾乾淨河川的記憶，推廣永續水資源的重要性。                                                                                   |                                                                      |
| 第七屆 | 2010年 | 廖敏惠   | 帶我們重新認識太平洋的美麗與哀愁，發現在我們步履所不及的大洋角落，原來早有我們烙印下最深刻的足跡。                                                         |                                                                      |
| 第七屆 | 2010年 | 覲宗道   | 返回農村，用雙手蓋一座以廢棄物為建材的創意建築，讓所有資源都能夠生生不息                                                                                   |                                                                      |
| 第七屆 | 2010年 | 劉若瑀   | 【為愛百日行】少年「安途生」行動學校─帶領100位青少年雲腳台灣，在人生旅途中尋找安定的力量，以台灣為校、以優質人物為師，以雙腳親炙大地，淬練自我、迎向未來。 | 優人神鼓 （页面存档备份，存于）                                      |
| 第七屆 | 2010年 | 羅永清   | 將自行創作的大地情詩與台灣現存四十六種尚存的原住民語言相互翻譯與對話，描述這美麗之島上的每一族的動人故事。                                                 |                                                                      |

### 2011年
| 屆數   | 西元年 | 夢想得主          | 夢想計畫                                                     | 夢想成果                                       |
| 第八屆 | 2011年 | 王宏珍            | 矮矮山上路邊攤：果醬、餅乾、書報和滿滿的愛。                 |                                                |
| 第八屆 | 2011年 | 吳建衡            | 台灣三太子出巡全世界                                         | 台灣三太子在印度 Taiwan Sometimes              |
| 第八屆 | 2011年 | 邱銘源            | 勤學苦練 為農民服務-「台灣農村服務團」計畫                   |                                                |
| 第八屆 | 2011年 | 胡文偉            | 耕讀圓私塾：耕作、讀書、圓夢、農村私塾                       |                                                |
| 第八屆 | 2011年 | 夏曼.藍波安       | 耕蘭嶼達悟民族山海智慧的實踐與傳承                           | 島嶼民族科學工作坊                             |
| 第八屆 | 2011年 | 馬玉如            | 「物資交流」，讓愛傳遍全台灣                                 | give543贈物網                                  |
| 第八屆 | 2011年 | 張正 (媒體工作者) | 把她/他朝思暮想的家鄉，帶到她/他的眼前                       | 4-Way Voice 四方報 （页面存档备份，存于）      |
| 第八屆 | 2011年 | 張淑蘭            | 重燃天使之愛，從偏遠離島設立居家護理所開始                   |                                                |
| 第八屆 | 2011年 | 曹齊平            | 回收廢棄家電作為教學設備                                     |                                                |
| 第八屆 | 2011年 | 黃心健            | 紀錄屬於台灣人的身體記憶：『身體之書』                       | 黃心健 Hsin-Chien Huang （页面存档备份，存于） |
| 第八屆 | 2011年 | 黃泰吉            | 空手道偏鄉與原鄉圓夢計畫                                     |                                                |
| 第八屆 | 2011年 | 簡志明            | 創造原鄉多元讀書環境，讓部落的長者與小孩一同感受閱讀的喜悅。 | 社團法人台灣義築協會 （页面存档备份，存于）    |

### 2012年
| 屆數   | 西元年 | 夢想得主    | 夢想計畫                                                                                | 夢想成果                                                                     |
| 第九屆 | 2012年 | 王志全      | 讓台灣看見我們 ─ 特教生獨輪車環島傳愛行                                                 |                                                                              |
| 第九屆 | 2012年 | 任培豪      | 功夫小太陽教育計畫                                                                      | 武林 中華武藝館-兒童武術教學、唐詩功夫課程、板橋武術教室                     |
| 第九屆 | 2012年 | 朱永祥      | One Choice, One Chance給自己一個選擇，讓他們得著機會                                    |                                                                              |
| 第九屆 | 2012年 | 李筱瑜      | 建構台灣成為亞洲區三鐵運動的最佳基地。                                                  | 李筱瑜 Shiao-Yu Li 三鐵一姐 （页面存档备份，存于）                           |
| 第九屆 | 2012年 | 張良伊      | 2041青年出極計畫                                                                        | 台灣青年氣候聯盟TWYCC(Taiwan Youth Climate Coalition) （页面存档备份，存于） |
| 第九屆 | 2012年 | 莊智超      | Innovation Open House (IOH) : Democratizing Personal Experience海外經驗的線上影音圖書館 | IOH Innovation Open House （页面存档备份，存于）                             |
| 第九屆 | 2012年 | 陳文靜      | 為生命點一盞燈 ─ 培育弱勢不再弱勢計畫                                                   |                                                                              |
| 第九屆 | 2012年 | 陳建泰      | 糧食網絡～千甲里到千甲地                                                                |                                                                              |
| 第九屆 | 2012年 | 陳蔚綺      | 身障鋼琴家越障展翅，國際大賽奏出生命樂章！                                              |                                                                              |
| 第九屆 | 2012年 | 舒米恩.魯碧 | 阿米斯音樂節                                                                            | Suming 舒米恩                                                                |
| 第九屆 | 2012年 | 黃明正      | 倒立先生環球計畫15年                                                                    | Mr. Candle倒立先生 （页面存档备份，存于）                                    |
| 第九屆 | 2012年 | 楊淨淑      | 堅持重現老祖先的綠建築˙挑戰為地球降一度 C                                               | 一冊大木家屋-尋找志同道合的夥伴                                              |
| 第九屆 | 2012年 | 廖聖福      | 無用之用。薪火相傳 －「漂流木不流浪」計畫                                               | 手樂教室                                                                     |
| 第九屆 | 2012年 | 潘美緣      | 天使DJ圓夢計劃                                                                          |                                                                              |

### 2013年
| 屆數   | 西元年 | 夢想得主 | 夢想計畫                                | 夢想成果                            |
| 第十屆 | 2013年 | 方荷生   | 南機場幸福3ㄕˊ銀行                      |                                     |
| 第十屆 | 2013年 | 吉正然   | 微光世界                                | 微光計畫 , Beacon the World         |
| 第十屆 | 2013年 | 林詩頎   | 為台灣灑下科學的種子                    | 特斯拉機器人設計學苑                |
| 第十屆 | 2013年 | 金欣儀   | 直接跟農夫買社會企業~讓一次性公益變長命 | 直接跟農夫買 （页面存档备份，存于） |
| 第十屆 | 2013年 | 侯勝宗   | 計程車創新學院：打造城鄉的傳愛大使      | 計程車創新學院                      |
| 第十屆 | 2013年 | 洪聖雯   | 為牠們發聲 ─ 跨物種間的共生與共存       | 望心平安．島貓TNvR計畫              |
| 第十屆 | 2013年 | 范志明   | 原音新弦~手工琴飛躍的音符               | Talaluki范志明手工琴 - 吉他、貝斯   |
| 第十屆 | 2013年 | 陳秀玉   | 滾動生命奇蹟：BC3黑馬計劃               |                                     |
| 第十屆 | 2013年 | 黃冠螢   | 紅鼻子愛你百分百                        | 當代小丑工作室 Clown Heart Studio   |
| 第十屆 | 2013年 | 楊重源   | 千里之遙、愛無畏 海拔4500公尺的責任     | 社團法人台灣喀瑪國際慈善協會-楊曼巴 |
| 第十屆 | 2013年 | 趙鈞正   | 我的童年小宇宙                          | 素材掠影廣告美術工作室              |
| 第十屆 | 2013年 | 賴萌宏   | 生產生態雙贏，人與自然共存              |                                     |
| 第十屆 | 2013年 | 賴麗君   | 越南刀馬旦                              | 嘉義新麗美歌劇團                    |

### 2014年
| 屆數     | 西元年 | 夢想得主 | 夢想計畫                                 | 夢想成果                                       |
| 第十一屆 | 2014年 | 吳建衡   | 我要成為紀實攝影界，世界知名的攝影師     |                                                |
| 第十一屆 | 2014年 | 阮建曄   | 愛心騎飛—橫跨美國5000公里                | 愛心騎飛-橫跨美國5000公里                      |
| 第十一屆 | 2014年 | 周俊勳   | 全力以赴，「棋」跡重生!                  | 紅面棋王周俊勳 （页面存档备份，存于）          |
| 第十一屆 | 2014年 | 林芝韻   | 台灣光腳滑水女孩                         | 林芝韻-台灣光腳滑水女孩 （页面存档备份，存于） |
| 第十一屆 | 2014年 | 金 磊    | 台灣海域水下鯨豚拍攝計畫                 |                                                |
| 第十一屆 | 2014年 | 徐敏雄   | 從逐到築―營造跨文化和解共生的夢想城鄉    |                                                |
| 第十一屆 | 2014年 | 連德安   | 「滑勵人生」冬季奧運國手-連德安          | 連德安-冬季奧運國手 （页面存档备份，存于）     |
| 第十一屆 | 2014年 | 陳允萍   | 讓世界看到台灣為語言不通者的人權而努力！ | 臺東縣外語通譯協會                             |
| 第十一屆 | 2014年 | 陳立超   | 小指尖上的眼睛                           | Ctrl+P （页面存档备份，存于）                  |
| 第十一屆 | 2014年 | 陳映伶   | 給我一口九孔池__海洋生態復育計畫         |                                                |
| 第十一屆 | 2014年 | 黃博浩   | 利用新興生醫科技拯救腦部疾病病患         |                                                |
| 第十一屆 | 2014年 | 黃裕翔   | 散播音樂種子                             | 逆光飛翔-黃裕翔                                |
| 第十一屆 | 2014年 | 曾文勤   | Open Doors：打破隔閡之牆，重現璞玉光芒   | 街遊 Hidden Taipei （页面存档备份，存于）      |

## 外部連結
- 台灣帝亞吉歐 Taiwan Diageo CSR 官方網站 （页面存档备份，存于）
- KEEP WALKING 夢想資助計畫官方網站 （页面存档备份，存于）
- KEEP WALKING 夢想資助計畫官方Facebook